# Karl von Villaume
Karl Hermann Julius von Villaume (* 8. März 1840; † 3. Juni 1900 in Berlin) war ein preußischer General der Artillerie und Militärattaché.

## Leben

### Herkunft
Der Ahne der Familie Daniel Villaume war nach der Aufhebung des Edikts von Nantes nach Preußen geflohen. Karl war der Sohn von Adolf Karl Alexander von Villaume (1807–1882) und dessen Ehefrau Karoline, geborene Lehnert (1809–1873). Sein Vater war Vizepräsident der Oberrechnungskammer in Potsdam und hatte am 13. November 1877 den preußischen Adel erhalten. Der preußische Generalleutnant Hermann von Villaume (1846–1911) war sein Bruder.

### Militärkarriere
Villaume trat um 1860 in die Preußische Armee ein und stieg bis spätestens 1877 zum Hauptmann im Generalstab auf. Kurz danach erlebte er den Russisch-osmanischen Krieg als deutscher Beobachter im russischen Hauptquartier mit. Nach dem Friedensschluss wurde Villaume als Militärattaché an die deutsche Botschaft in Rom entsandt, wo er bis 1882 tätig blieb. In diesem Jahr wurde er aus Rom abberufen und in gleicher Funktion an die deutsche Botschaft in Paris versetzt. Während seiner Zeit in Paris erhielt Villaume von einem französischen Verräter Dokumente, die Details über die Operationen des französischen Spionagesystems enthielten. Die Missstimmung der Franzosen über diese Vorgänge und ihre Ängste, dass Villaume das Oberhaupt eines ausgewachsenen Spionagerings sein könnte, bildete den Anlass für seine Abberufung im Jahr 1886. Im Deutschen Reich brachten diese Vorgänge ihm dafür umso mehr Anerkennung ein, so dass er am 24. Juni 1886 zum Flügeladjutant des späteren deutschen Kaisers Wilhelm II. ernannt wurde. Im Jahr November 1886 erfolgte Villaumes Ernennung zum Militärattaché in Sankt Petersburg, die er 1887 antrat. Bis 1893 oblag ihm dort als Nachfolger des Generals von Werder die Pflege der militärpolitischen Beziehungen des Deutschen Reiches zum Zarenhof.
Eine politische Rolle spielte Villaume insbesondere in den Jahren 1887 bis 1890, in denen er indirekt eine Rolle im Zusammenhang mit dem Sturz des ersten Reichskanzlers Otto von Bismarck spielte: Als politischer Gefolgsmann des Generalstabschefs Alfred von Waldersee, stattete Villaume – wie auch seine Attachékollegen in Paris, Wien, London und Rom – Waldersee mit Berichten aus, die ein schlechtes Licht auf die deutschen Botschafter an ihren Standorten und somit auf die deutsche Außenpolitik und ihren Urheber, Bismarck, warfen. Waldersee nutzte diese als Munition gegen den Kanzler, indem er diese Berichte dem Kronprinzen, beziehungsweise später, dem jungen Kaiser Wilhelm II. zuspielte, und so mit dazu beitrug, diesen gegen Bismarck einzunehmen.
Nach seiner Rückkehr ins Reich 1893 übernahm Villaume das Kommando über die 2. Feldartillerie-Brigade in Stettin, die er bis zum 21. März 1895 kommandierte. 1896 wurde Villaume zum Direktor der Kriegsakademie in Berlin ernannt. Daneben war er Mitglied der Obermilitärstudienkommission, Abteilungschef im Militärkabinett des Kaisers und zeitweise der stellvertretende Chef dieses Gremiums.